# Posició de Sims

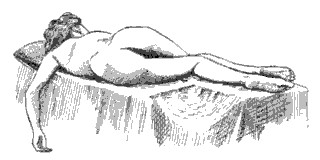
Vista posterior de la posició de Sims

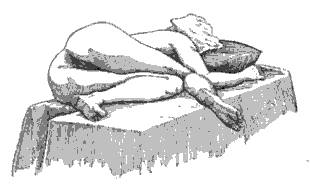
Vista anterior de la posició de Sims

La posició de Sims, pel nom del ginecòleg J. Marion Sims, s'utilitza normalment per a l'examen anorectal, tractaments i ènemes. Es realitza tenint una pacient ajagut sobre el seu costat esquerre, amb l'extremitat inferior dreta estirada i l'esquerra encongida.